# Audrey Santo
Audrey Santo, född 19 december 1983, död 14 april 2007, var en flicka från Worcester i Massachusetts, som legat svårt hjärnskadad sedan hon vid 3 års ålder föll i en bassäng och var nära att drunkna. Efter ett besök som föräldrarna gjorde med henne i Medjugorie i Bosnien, började en rad märkliga händelser ske runt henne, som ledde till att hennes hem besöktes av pilgrimer, som sades ha blivit botade när de ha befunnit sig i bön där.